# Zuavo (Pont de l'Alma)

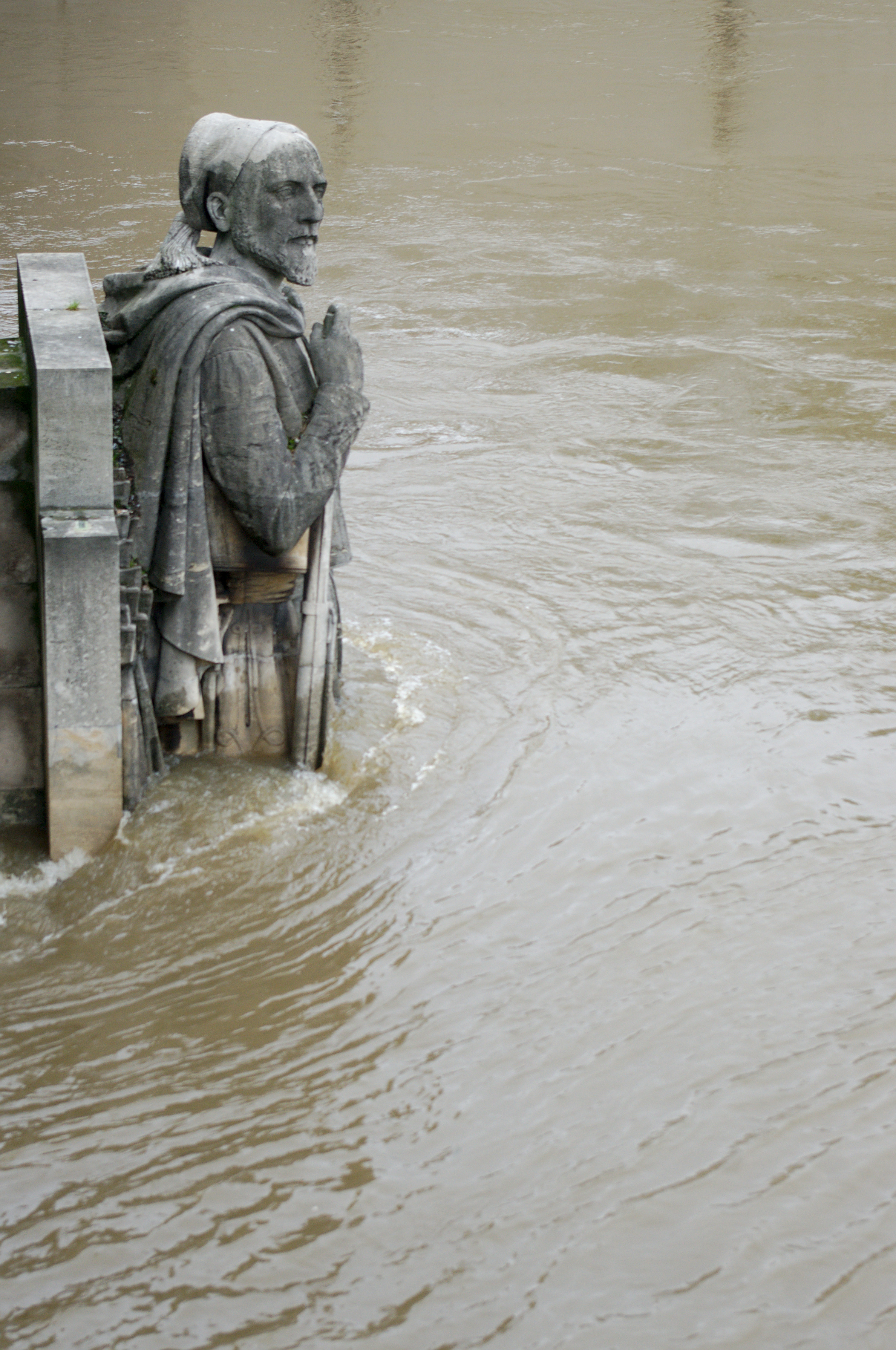
Lo Zuavo semisommerso dall'acqua durante l'esondazione del 2016

Lo Zuavo è una statua in pietra del 1856, opera dell'artista francese Georges Diebolt, che si trova a Parigi sul Pont de l'Alma.
In origine il Pont de l'Alma, che prende il nome dalla battaglia dell'Alma del 1854, aveva i due pilastri portanti sul fiume decorati con sculture che raffiguravano i soldati francesi che avevano partecipato alla guerra di Crimea: uno zuavo e un granatiere opera di Georges Diebolt, ed un cacciatore ed un artigliere realizzate da Auguste Arnaud.
Tre delle quattro statue furono rimosse e ricollocate quando il ponte fu ricostruito negli anni '70, ma lo Zuavo fu reinstallato in una posizione leggermente più bassa.
Lo Zuavo indossa l'uniforme tradizionale indossata in Nord Africa all'inizio del 1800, con una giacca corta aperta sul davanti, una fusciacca e dei pantaloni larghi (sirwal) raccolti sopra la caviglia. La figura indossa il fez e poggia su un fucile messo a terra. 
La statua è alta 5,2 metri e pesa 8 tonnellate ed è usata come indicatore informale delle piene della Senna nella capitale francese, mentre il punto ufficiale per misurare il livello del fiume è al Pont d'Austerlitz.